# László Rajcsányi
László Rajcsányi (ur. 16 lutego 1907 w Budapeszcie, zm. 5 września 1992 tamże) – węgierski szablista, trzykrotny medalista olimpijski i wielokrotny medalista mistrzostw świata.
Na igrzyskach olimpijskich w Berlinie w 1936 roku wspólnie z Aladárem Gerevichem, Pálem Kovácsem, Endre Kabosem, Tiborem Berczellym i Imre Rajczym zdobył złoty medal w szabli drużynowej. W zawodach indywidualnych był czwarty, wygrywając pięć z ośmiu walk. Po zakończeniu II wojny światowej wystartował na igrzyskach olimpijskich w Londynie w 1948 roku, gdzie Aladár Gerevich, Tibor Berczelly, Rudolf Kárpáti, Pál Kovács, László Rajcsányi i Bertalan Papp wywalczyli drużynowo złoty medal. Brał też udział w igrzyskach olimpijskich w Helsinkach w 1952 roku, gdzie Węgrzy w składzie: Gerevich, Berczelly, Kárpáti, Kovács, Rajcsányi i Papp zdobyli kolejne złoto w szabli drużynowej. 
Podczas mistrzostw świata w Budapeszcie w 1933 roku razem z Gerevichem, Kabosem, Maszlayem, Kovácsem, Györgym Pillerem i Antalem Zirczym wywalczył złoty medal w szabli drużynowej. W tej samej konkurencji zdobywał następnie złote medale na mistrzostwach świata w Warszawie (1934), mistrzostwach świata w Lozannie (1935), mistrzostwach świata w Paryżu (1937), mistrzostwach świata w Sztokholmie (1951) i mistrzostwach świata w Brukseli (1953). Ponadto wywalczył trzy brązowe medale w turniejach indywidualnych: na MŚ 1934 (za Endre Kabosem i Włochem Giulio Gaudinim), MŚ 1935 (za Gerevichem i Rajczym) i MŚ 1937 (za Kovácsem i Berczellym).
W czasie powstania węgierskiego (1956) został wybrany na prezesa Węgierskiego Związku Szermierczego. Po upadku powstania otrzymał dożywotni zakaz udziału w zawodach sportowych. Odznaczony Medalem Zasługi Miklósa Toldiego i Orderem Zasługi.